# شمبورگ (بای بالینگن)
شهر شمبورگ (به آلمانی: Schömberg) در ایالت بادن-وورتمبرگ در کشور آلمان واقع شده‌است.